# Salyut 7
A Salyut 7 foi lançada em 19 de Abril de 1982, a última estação espacial do programa Salyut. Era um veículo de substituição para a Salyut 6 e era muito similar em equipamentos e capacidades. Com atrasos no programa Mir foi decidido lançar o veículo de back-up como a Salyut 7. Em órbita a estação sofreu uma séria de falhas técnicas apesar de ela ter se beneficiado da capacidade de carga superior do Progress e da nave Soyuz e da experiência dos seus grupos que improvisaram muitas soluções. Em Setembro de 1983 uma linha de combustível se rompeu necessitando de EVAs da Soyuz T-10 para reparo. Ele se manteve em órbita durante quatro anos e dois meses, durante os quais ela foi visitada por 10 grupos constituindo 6 expedições principais e 4 voos secundários (incluindo cosmonautas franceses e indianos). Também ocorreram dois voos da Svetlana Savitskaya fazendo dela a segunda mulher no espaço desde 1963 e a primeira de todas a realizar um EVA. Além dos muitos experimentos e observações feitos na Salyut 7, a estação também testou a acoplagem e o uso de módulos grandes com uma estação espacial orbitante. Esses módulos foram chamados de "módulos pesados Cosmos" apesar de na verdade eles serem componentes direcionados para a estação espacial militar Almaz, que tinha sido cancelada. Eles ajudaram engenheiros e desenvolver a tecnologia necessária para construir a Mir. A Salyut 7 saiu de órbita em 7 de Fevereiro de 1991.
Tinha dois portos de acoplagem, um em cada extremo da estação, para permitir o estacionamento da nave de reabastecimento Progress, com um porto de entrada frontal maior para permitir mais facilmente a união com o módulo Heavy Cosmos. Carregava três painéis solares, dois nas laterais e um na posição longitudinal dorsal, mas agora era possível montar painéis secundários dos seus lados. Internamente, a Salyut 7 carregava fogões elétricos, um refrigerador, água quente constante e lugares resignados no console de comando (semelhantes a bancos de bicicletas). Duas janelas foram desenhadas para permitir a entrada de luz ultravioleta, para matar as infecções. Além disso, as seções médicas, biológicas e de exercícios haviam sido melhoradas, para permitir longas estadias na estação. O telescópio BST-1M usado na Salyut 6 foi substituído por um sistema de detecção de Raio X.

## Grupos e missões
Seguindo o uso do Cosmos 1267 na Salyut 6, os soviéticos lançaram a Cosmos 1443 em 2 de Março de 1983, de um Proton SL-13. Ela acoplou-se com a estação em 10 de Março do mesmo ano, e foi usada pelo grupo da Soyuz T-9. Ela liberou seu módulo ejetável em 23 de Agosto, e reentrou na atmosfera em 19 de Setembro. A Cosmos 1686 foi lançada em 27 de Setembro de 1985, acoplando-se à estação em 2 de Outubro. Ela não carregava um módulo ejetável, e se manteve conectada à estação para ser utilizada pelo grupo da Soyuz T-14. Dez grupo da Soyuz T operaram na Salyut 7. Apenas dois "cosmonautas visitantes" trabalharam na Salyut 7: Um francês, Jean-loup Chretién, através de um acordo entre a URSS e a França, e Rakesh Sharma, dentro do programa Interkosmos. A Soyuz T-10 foi abortada no lançamento quando a base do veículo começou a incendiar-se. O módulo de descida da Soyuz foi ejetado pelo sistema de salvamento (SAS - em russo) e a tripulação foi recuperada com segurança.
A Salyut 7 teve seis grupos residentes. O primeiro grupo, Anatoli Berezovoy e Valentin Lebedev, chegou em 13 de Maio de 1982 na Soyuz T-5 e se manteve por 211 dias até 10 de Dezembro de 1982. Em 27 de Junho de 1983 o grupo de Vladimir Lyakhov e Alexander Alexandrov chegou utilizando a Soyuz T-9 e permaneceu por 150 dias, até 23 de Novembro de 1983. Em 8 de Fevereiro de 1984 Leonid Kizim, Vladimir Solovyev, e Oleg Atkov iniciaram uma estadia de 237 dias, a mais longa na Salyut 7, que terminou em 2 de Outubro de 1984 Kizim, Solovyov e Atkov foram os responsáveis por fazer diversos reparos no sistema de combustível da estação, durante várias atividades fora da nave. Após a saída de Kizim e seus companheiros, a estação sofreu uma pane geral de energia, ficando sem contato com a terra em fins de 1984, princípios de 1985. Em março daquele ano a URSS chegou a declarar que a missão da Salyut 7 "estava encerrada"; Porém, foi decidido que uma equipe de cosmonautas experientes tentaria um acoplamento com a estação utilizando-se de equipamentos auxiliares (como um telêmetro a laser), objetivando recuperar a Salyut, para no mínimo, controlar sua reentrada. Vladimir Dzhanibekov e Viktor Savinykh (Soyuz T-13) chegaram à estação espacial em 6 de Junho de 1985. Eles fizeram a primeira missão de reparo a uma estação espacial dormente, acoplando-se à Salyut sem contar com respostas dos sistemas da estação. Todos os sistemas foram recuperados a contento, e a Salyut voltou a funcionar. Em 17 de Setembro de 1985 a Soyuz T-14 se juntou à estação trazendo Vladimir Vasyutin, Alexander Volkov, e Georgi Grechko. Oito dias depois Dzhanibekov e Grechko deixaram a estação e retornaram para a terra após 103 dias na estação, enquanto Savinyikh, Vasyutin, e Volkov permaneceram na Salyut 7 e retornaram para a Terra em 21 de Novembro de 1985 após 65 dias. Em 6 de Maio de 1986, a Soyuz T-15 trazendo Leonid Kizim e Vladimir Soloviyov acoplou-se na estação espacial. A Soyuz tinha vindo da estação espacial Mir e retornou para lá após uma estadia de 50 dias na Salyut 7. Houve também quatro missões visitantes, grupos que vieram para trazer suprimentos e fizeram visitas de duração mais curtas do que os grupos residentes.

### Expedições da Salyut 7
| Expedição          | Grupo                                                                    | Data de lançamento                  | Voo de Subida | Data de aterrissagem                | Voo de descida | Dias de duração |
| ------------------ | ------------------------------------------------------------------------ | ----------------------------------- | ------------- | ----------------------------------- | -------------- | --------------- |
| Salyut 7 - EO-1    | Anatoli Berezovoy, Valentin Lebedev                                      | 13 de Maio de 1982 09:58:05 UTC     | Soyuz T-5     | 1 de Dezembro de 1982 19:02:36 UTC  | Soyuz T-7      | 211,38          |
| Salyut 7 - EP-1    | Vladimir Dzhanibekov, Aleksandr Ivanchenkov, Jean-Loup Chrétien - França | 24 de Junho de 1982 16:29:48 UTC    | Soyuz T-6     | 2 de Julho de 1982 14:20:40 UTC     | Soyuz T-6      | 7,91            |
| Salyut 7 - EP-2    | Leonid Popov, Aleksandr Serebrov, Svetlana Savitskaya                    | 19 de Agosto de 1982 17:11:52 UTC   | Soyuz T-7     | 27 de Agosto de 1982 15:04:16 UTC   | Soyuz T-5      | 7,91            |
| Salyut 7 - EO-2    | Vladimir Lyakhov, Aleksandr Pavlovich Aleksandrov                        | 27 de Juho de 1983 09:12:00 UTC     | Soyuz T-9     | 23 de Novembro de 1983 19:58:00 UTC | Soyuz T-9      | 149,45          |
| Salyut 7 - EO-3    | Leonid Kizim, Vladimir Soloviyov, Oleg Atkov                             | 8 de Fevereiro de 1984 12:07:26 UTC | Soyuz T-10    | 2 de Outubro de 1984 10:57:00 UTC   | Soyuz T-11     | 236,95          |
| Salyut 7 - EP-3    | Yuri Malyshev, Gennady Strekalov, Rakesh Sharma - Índia                  | 3 de Abril de 1984 13:08:00 UTC     | Soyuz T-11    | 11 de Abril de 1984 10:48:48 UTC    | Soyuz T-10     | 7,90            |
| Salyut 7 - EP-4    | Vladimir Dzhanibekov, Svetlana Savitskaya, Igor Volk                     | 17 de Julho de 1984 17:40:54 UTC    | Soyuz T-12    | 29 de Julho de 1984 12:55:30 UTC    | Soyuz T-12     | 11,80           |
| Salyut 7 - EO-4-1a | Viktor Savinykh                                                          | 6 de Junho de 1985 06:39:52 UTC     | Soyuz T-13    | 21 de Novembro de 1985 10:31:00 UTC | Soyuz T-14     | 168,16          |
| Salyut 7 - EO-4-1b | Vladimir Dzhanibekov                                                     | 6 de Junho de 1985 06:39:52 UTC     | Soyuz T-13    | 26 de Setembro de 1985 09:51:58 UTC | Soyuz T-13     | 112,13          |
| Salyut 7 - EP-5    | Georgi Grechko                                                           | 17 de Setembro de 1985 12:38:52 UTC | Soyuz T-14    | 26 de Setembro de 1985 09:51:58 UTC | Soyuz T-13     | 8,88            |
| Salyut 7 - EO-4-2  | Vladimir Vasyutin, Alexander A. Volkov                                   | 17 de Setembrode 1985 12:38:52 UTC  | Soyuz T-14    | 21 de Novembro de 1985 10:31:00 UTC | Soyuz T-14     | 64,91           |
| Salyut 7 - EO-5    | Leonid Kizim, Vladimir Solovyov                                          | 13 de Março de 1986 12:33:09 UTC    | Soyuz T-15    | 16 de Julho de 1986 12:34:05 UTC    | Soyuz T-15     | 125,00 50 on S7 |

### Caminhadas no espaço da Salyut 7
| Nave espacial           | Caminhador espacial      | Começo - UTC                 | Fim - UTC                    | Duração     | Comentários                          |
| ----------------------- | ------------------------ | ---------------------------- | ---------------------------- | ----------- | ------------------------------------ |
| Salyut 7 - PE-1 - EVA 1 | Lebedev & Berezevoi      | 30 de Julho de 1982, 02h39   | 30 de Julho de 1982, 05h12   | 2 h, 33 min | Experimentos                         |
| Salyut 7 - PE-2 - EVA 1 | Lyakhov & Alexandrov     | 1 de Novembro de 1983, 04h47 | 1 de Novembro de 1983, 07h36 | 2 h, 50 min | Adicionou Painel solar               |
| Salyut 7 - PE-2 - EVA 2 | Lyakhov & Alexandrov     | 3 de Novembro de 1983, 03:47 | 3 de Novembro de 1983, 06h62 | 2 h, 55 min | Adicionou Painel solar               |
| Salyut 7 - PE-3 - EVA 1 | Kizim & Solovyov         | 23 de Abril de 1984, 04h31   | 23 de Abril de 1984, 08h46   | 4 h, 20 min | Reparo da ODU                        |
| Salyut 7 - PE-3 - EVA 2 | Kizim & Solovyov         | 26 de Abril de 1984, 02h40   | 26 de Abril de 1984, 07h40   | 4 h, 56 min | Reparo da ODU                        |
| Salyut 7 - PE-3 - EVA 3 | Kizim & Solovyov         | 29 de Abril de 1984, 01h35   | 29 de Abril de 1984, 04h20   | 2 h, 45 min | Reparo da ODU                        |
| Salyut 7 - PE-3 - EVA 4 | Kizim & Solovyov         | 3 de Maio de 1984, 23h15     | 4 de Maio de 1984, 02h00     | 2 h, 45 min | Reparo da ODU                        |
| Salyut 7 - PE-3 - EVA 4 | Kizim & Solovyov         | 18 de Maio de 1984, 17h52    | 18 de Maio de 1984, 20h57    | 3 h, 05 min | Adicionou Painel solar               |
| Salyut 7 - VE-4 - EVA 5 | Savitskaya & Dzhanibekov | 25 de Julho de 1984, 14h55   | 25 de Julho de 1984, 18h29   | 3 h, 35 min | Primeiro EVA feminino                |
| Salyut 7 - PE-3 - EVA 6 | Kizim & Solovyov         | 8 de Agosto de 1984, 08h46   | 8 de Agosto de 1984, 13h46   | 5 h, 00 min | Reparo da ODU completo               |
| Salyut 7 - PE-4 - EVA 1 | Dzhanibekov & Savinykh   | 2 de Agosto de 1985, 07h15   | 2 de Agosto de 1985, 12h15   | 5 h, 00 min | Aumentos dos painéis solares         |
| Salyut 7 - PE-6 - EVA 1 | Kizim & Solovyov         | 28 de Maio de 1986, 05h43    | 28 de Maio de 1986, 09h33    | 3 h, 50 min | Teste de fixação, coleta de amostras |
| Salyut 7 - PE-6 - EVA 2 | Kizim & Solovyov         | 31 de Maio de 1986, 04h57    | 31 de Maio de 1986, 09:57    | 5 h, 00 min | Teste de fixação                     |

## Especificações
- Comprimento - 13,50 m
- Diâmetro máximo - 4,15 m
- Volume habitável - 90 m³
- Peso no lançamento - 19 824 kg
- Veículo de lançamento - Proton K (três-estágios)
- Inclinação orbital - 51,6°
- Envergadura dos painéis solares - 17 m
- Área de painéis solares - 51 m²
- Número de painéis solares - 3
- Eletricidade disponível - 4,5 kW
- Carregadores de reabastecimento - Soyuz-T, Progress, TKS
- Número de portos de acoplamento - 2
- Total de missões tripuladas - 12
- Total de missões não tripuladas - 15
- Total de missões de longa-duração - 6
- Número de motores principais - 2
- Propulsão dos motores principais (cada) - 2,9 kN

## Nave espaciais visitantes e grupos
(Grupos lançados. lançamentos de naves espaciais e datas de aterrissagem listados abaixo.)
- Soyuz T-5 - 13 de maio - 27 de agosto de 1982
  - Anatoli Berezovoy
  - Valentin Lebedev

- Soyuz T-6 - 24 de junho - 2 de julho de 1982 - Voo Intercosmos
  - Vladimir Dzhanibekov
  - Aleksandr Ivanchenkov
  - Jean-Loup Chrétien - França

- Soyuz T-7 - 19 de agosto - 10 de dezembro de 1982
  - Leonid Popov
  - Aleksandr Serebrov
  - Svetlana Savitskaya

- Soyuz T-8 - 20 de abril - 22 de abril de 1982 - Falha na aterrissagem
  - Vladimir Titov
  - Gennady Strekalov
  - Aleksandr Serebrov

- Soyuz T-9 - 27 de junho - 23 de novembro de 1983
  - Vladimir Lyakhov
  - Alexander Alexandrov

- Soyuz T-10-1 - 26 de setembro de 1983 - Lançamento abortado
  - Vladimir Titov
  - Gennady Strekalov

- Soyuz T-10 - 8 de fevereiro - 11 de abril de 1984
  - Leonid Kizim
  - Vladimir Solovyev
  - Oleg Atkov

- Soyuz T-11 - 3 de abril - 2 de outubro de 1984 - Voo Intercosmos
  - Yuri Malyshev
  - Gennady Strekalov
  - Rakesh Sharma - India

- Soyuz T-12 - 17 de julho - 29 de julho de 1984
  - Vladimir Dzhanibekov
  - Svetlana Savitskaya
  - Igor Volk

- Soyuz T-13 - 6 de junho - 26 de setembro de 1985
  - Vladimir Dzhanibekov
  - Viktor Savinykh

- Soyuz T-14 - 17 de setembro - 21 de novembro de 1985
  - Vladimir Vasyutin
  - Georgi Grechko
  - Alexander A. Volkov

- Soyuz T-15 - 13 de março - 16 de julho de 1986 - Também visitou a Mir
  - Leonid Kizim
  - Vladimir Solovyev